# Juan Manuel Dávila
Juan Manuel Dávila López (Ciudad de Guatemala; 7 de mayo de 1963) es un exfutbolista guatemalteco que se desempeñaba como defensa.

## Trayectoria
Era apodado 'magua' y debutó con el Aurora FC de su ciudad natal en 1981, estando por 19 años con el club, ganando tres Ligas Nacionales, dos Torneos de Copa y una Copa Campeón de Campeones.

## Selección nacional
Jugó los Juegos Olímpicos de Seúl 1988 con la selección de Guatemala. También estuvo en las eliminatorias para la Copa Mundial de Italia 1990, anotando un gol contra Cuba.

### Participaciones en Juegos Olímpicos
| Torneo                   | Sede | Resultado     |
| ------------------------ | ---- | ------------- |
| Juegos Olímpicos de 1988 | Seúl | Primera ronda |

## Palmarés

### Títulos nacionales
| Título                    | Equipo | País      | Año     |
| ------------------------- | ------ | --------- | ------- |
| Copa Nacional             | Aurora | Guatemala | 1983-84 |
| Liga Nacional             | Aurora | Guatemala | 1984    |
| Liga Nacional             | Aurora | Guatemala | 1986    |
| Copa Campeón de Campeones | Aurora | Guatemala | 1986    |
| Liga Nacional             | Aurora | Guatemala | 1992-93 |
| Copa Nacional             | Aurora | Guatemala | 1992-93 |